# 津久毛村
津久毛村（つくもむら）は、昭和29年（1954年）まで宮城県栗原郡の北東部に存在していた村。現在の栗原市金成津久毛・金成小迫・金成大原木にあたる。

## 沿革
- 明治8年（1889年）10月17日 - 水沢県による村落統合により、岩崎村・小迫村・平形村が合併して津久毛村が、大原木村と小堤村が合併して大堤村が、それぞれ成立。
- 明治22年（1889年）4月1日 - 町村制施行にともない、津久毛村と大堤村のうち旧大原木村域が合併して新制の津久毛村が発足。
- 昭和30年（1955年）1月1日 - 金成村・沢辺村・萩野村と合併し、金成町となる。

## 行政
- 歴代村長

| 代 | 氏名         | 就任                      | 退任                       | 備考 |
| -- | ------------ | ------------------------- | -------------------------- | ---- |
| 1  | 鈴木泰造     | 明治22年（1889年）4月     | 明治26年（1893年）4月      |      |
| 2  | 佐藤至正     | 明治26年（1893年）4月     | 明治30年（1897年）3月26日  |      |
| 3  | 岩淵慶造     | 明治30年（1897年）5月10日 | 明治32年（1899年）8月24日  |      |
| 4  | 菅原新作     | 明治33年（1900年）1月20日 | 明治35年（1902年）12月     |      |
| 5  | 加藤伝兵衛   | 明治36年（1903年）6月4日  | 明治37年（1904年）12月28日 |      |
| 6  | 千葉鉄三郎   | 明治38年（1905年）1月11日 | 明治39年（1906年）5月20日  |      |
| 7  | 相馬善吉     | 明治39年（1906年）7月16日 | 明治40年（1910年）3月15日  |      |
| 8  | 石川七三郎   | 明治40年（1910年）3月16日 | 大正5年（1916年）9月10日   |      |
| 9  | 鈴木幸之助   | 大正5年（1916年）11月9日  | 大正9年（1920年）11月8日   |      |
| 10 | 千葉専三郎   | 大正9年（1920年）11月30日 | 大正13年（1924年）11月29日 |      |
| 11 | 小野寺儔     | 大正14年（1925年）3月19日 | 昭和4年（1929年）3月18日   |      |
| 12 | 近藤平五郎   | 昭和4年（1929年）4月28日  | 昭和12年（1937年）3月23日  |      |
| 13 | 及川健三郎   | 昭和12年（1937年）9月4日  | 昭和20年（1945年）9月3日   |      |
| 14 | 近藤平内     | 昭和20年（1945年）9月8日  | 昭和26年（1951年）4月4日   |      |
| 15 | 二階堂惣四郎 | 昭和26年（1951年）4月23日 | 昭和29年（1954年）12月31日 |      |

## 交通

### 鉄道
- 栗原鉄道：津久毛駅